# Xã Winsor, Quận Clearwater, Minnesota
Xã Winsor (tiếng Anh: Winsor Township) là một xã thuộc quận Clearwater, tiểu bang Minnesota, Hoa Kỳ. Năm 2010, dân số của xã này là 90 người.